# Лубачов
Лубачов (пољ. Lubaczów) град је у Пољској у Војводству поткарпатском. По подацима из 2012. године број становника у месту је био 12 552.

## Становништво
| 2012.  |
| ------ |
| 12 552 |

## Партнерски градови
- Ерд
- Тоштет